# شکستن فاصل دانش
شکستن فاصل دانش یک برنامهٔ مستند تلویزیونی است که توسط ریچارد داوکینز نوشته و اجرا شده است. این برنامه به ترویج این مطلب می‌پردازد که فعالیت‌های علمی نه تنها سودمند، بلکه از نظر اندیشوری مهیج و شورانگیز نیز هستند.
این برنامه شامل مصاحبه‌هایی با چهره‌های شناخته شدهٔ جهان دانش است، که برای نخستین بار از کانال ۴ پادشاهی متحده پخش شد -این سری نخست همکاری‌های داوکینز و ایستگاه تلویزیونی بود- و یک دهه بعد به صورت دی‌وی‌دی بیرون آمد. مستند شامل بسیاری از پیش‌زمینه‌های مطرح شده در کتاب گسیختن رنگین‌کمان داوکینز است، که دو سال بعد از پخش برنامه منتشر شد.